# Biscutella eriocarpa
Biscutella eriocarpa är en korsblommig växtart som beskrevs av Dc. Biscutella eriocarpa ingår i släktet Biscutella och familjen korsblommiga växter. Inga underarter finns listade i Catalogue of Life.